# Tim Train
Tim Train (ook: Timothy Train) is directeur en COO van Big Huge Games, het bedrijf dat hij in 2000 samen met Jason Coleman, David Inscore en Brian Reynolds heeft opgericht. Hij heeft met name aan strategische computerspellen meegewerkt, zoals Sid Meier's Civilization, Sid Meier's Alpha Centauri en Rise of Nations.
Tim heeft gestudeerd aan de Johns Hopkins University waar hij een bachelor in International Studies behaalde met een minor psychologie. In 1991 werkte hij bij MicroProse aan Sid Meier's Civilization. Bij dit bedrijf werkte hij ook mee aan onder andere Darklands, Masters of Orion en Sid Meier's Colonization. In 1994 richtte hij de Multimedia Group op bij MicroProse waar hij werkte aan multimedia voor spellen als F14 Fleet Defender, Civilization II en Magic: The Gathering.
In 1996 werkte Tim bij Firaxis Games samen met Brian Reynolds en Sid Meier aan Sid Meier's Gettysburg. Hij werkte aan de multimedia aspecten van dit spel. In 1999 was hij de producent en een van de ontwerpers van Sid Meier's Alpha Centauri. In datzelfde jaar was hij ook producent en mede-ontwerper van Sid Meier's Alien Crossfire, een uitbreidingspakket voor Alpha Centauri.
In 2000 richtte hij samen met Jason Coleman, David Inscore en Brian Reynolds het bedrijf Big Huge Games op wat met name bekend is voor het uitbrengen van Rise of Nations en het vervolg Rise of Nations: Rise of Legends.

## Spellen
Tim Train heeft meegewerkt aan de volgende spellen, op chronologische volgorde:
- Command HQ (1990)
- Sid Meier's Civilization (1991)
- Gunship 2000 (1991)
- Darklands (1992)
- Masters of Orion (1993)
- Dragonsphere (1994)
- F14 Fleet Defender (1994)
- Sid Meier's Colonization (1994)
- Sid Meier's Civilization II (1996)
- Sid Meier's Gettysburg! (1997)
- Magic: The Gathering (1997)
- Sid Meier's Alpha Centauri (1999)
- Sid Meier's Alien Crossfire (1999)
- Sid Meier's Alpha Centauri Planetary Pack (2000)
- Rise of Nations (2003)
- Rise of Nations: Thrones & Patriots (2004)
- Rise of Nations: Rise of Legends (2006)